# 김덕영 (영화 감독)
김덕영(1965년)은 대한민국의 영화 감독이다.

### 영화
- 2020년 영화 《김일성의 아들》 ... 각본 & 감독
- 2024년 영화 《건국전쟁》 ... 각본 & 감독